# Малышев, Николай Григорьевич
Николай Григорьевич Малышев (3 июля 1945, Москва — 22 сентября 2019, Москва) — советский и российский специалист в области информационных систем. Председатель Госкомитета РСФСР по вопросам науки и высшей школы (1990—1991), Советник президента РФ по вопросам науки и высшей школы, Руководитель Центра президентских программ администрации президента РФ, Секретарь Совета по научно-технической политике при Президенте РФ (1991—1998), член-корреспондент РАН (1991), член наблюдательного совета Moscow Business School, действительный государственный советник Российской Федерации 1 класса.

## Биография
В 1963 году окончил Ростовский радиотехнический техникум, в 1969 — Таганрогский государственный радиотехнический институт факультет автоматики и вычислительной техники.
С 1969 года — ассистент, доцент, заведующий кафедрой автоматики и телемеханики. С 1979 по 1986 год проректор по учебной работе, затем с 1986 по 1990 год ректор Таганрогского радиотехнического института (ТРТИ). В 1971 году защитил кандидатскую диссертацию «Моделирование стохастических процессов, распределенных по закону Релея-Райса», в 1978 году — докторскую диссертацию «Исследование и разработка методов проектирования нормативных алгоритмических моделей производственных систем». В 1980 году получил звание профессора.
Июль 1990 — август 1991 — заместитель председателя Совета Министров РСФСР — председатель Государственного комитета РСФСР по делам науки и высшей школы.
Август — ноябрь 1991 — председатель Государственного комитета РСФСР по делам науки и высшей школы, в ноябре 1991 — августе 1992 — государственный советник РФ по делам науки и высшей школы. 7 декабря 1991 года избран членом-корреспондентом РАН по Отделению информатики, вычислительной техники и автоматизации (специальность «Информационные технологии»).
Август 1992 — февраль 1998 — советник президента РФ по вопросам науки и высшей школы (одновременно, с февраля 1993 по апрель 1994 — руководитель Аналитического центра Администрации президента РФ по специальным президентским программам).
С 1997 по 2000 годы возглавлял Всероссийскую федерацию парусного спорта.
2001—2003 — директор Государственного НИИ информационных образовательных технологий Министерства образования РФ.
С 2002 — президент Московского института экономики, менеджмента и права (Московского Университета имени С. Ю. Витте).
Похоронен на Троекуровском кладбище.

## Награды и звания
- Орден Почёта (1995);
- Медаль Ярослава Мудрого I степени (1997) Новгородского государственного университета[5];
- Медаль «Защитнику свободной России»[2];
- Лауреат премии Правительства Российской Федерации в области образования[2];
- Почётный доктор Сеульского университета (1999, Южная Корея)[2];
- Почётный доктор РЭА имени Г. В. Плеханова[2].

## Публикации
Опубликовал более 120 научных работ, 5 монографий, имеет 8 изобретений.
Среди опубликованных научных работ:
- Бубнов Г. Г., Малышев Н. Г., Солдаткин В. И. Университет распределенного типа /Телематика-2008: Тр. XV Всероссийской научно-практической конференции (23-26.06.2008, С.-Петербург). — Т. 1. — Спб., 2008. — С. 213—214.
- Солдаткин В. И., Бубнов Г. Г., Малышев Н. Г., Семенов А. В. Организационная поддержка дистанционного обучения //Единая образовательная информационная среда: проблемы и пути развития: VII Межд. науч.-практ.конф.-выставка (Омск, 22-25 сентября 2008 г.). — Томск: Дельтоплан; Омск, 2008. — С. 21-23.
- Бубнов Г. Г., Малышев Н. Г., Солдаткин В. И. Корпоративная информационно-образовательная среда открытого многоуровневого непрерывного профессионального образования //Образовательная среда сегодня и завтра: Матер. IV Всеросс. научн.-практ. конф. (Москва, 3 октября 2007 г.) /Редсовет; Отв. ред. В. И. Солдаткин. — М.: Рособразование, 2007. — С. 48-50.